# Raúl Palma
Raúl Palma Cano (Hidalgo del Parral, 15 aprile 1950) è un ex cestista messicano.

## Carriera
Con il Messico ha disputato due edizioni dei Campionati mondiali (1967, 1974) e i Giochi panamericani di Winnipeg 1967, dove ha vinto la medaglia d'argento.